# Maëlle Lakrar
Maëlle Ourida Louisette Lakrar (Orange, Francia; 27 de mayo de 2000) es una futbolista francesa que juega como defensa en el Real Madrid Club de Fútbol de la Primera División de España desde 2024.

## Estadísticas

### Club
| Club                  | Temporada     | Liga          | Liga  | Liga  | Copas | Copas | Internacional | Internacional | Total | Total |
| Club                  | Temporada     | Div.          | Part. | Goles | Part. | Goles | Part.         | Goles         | Part. | Goles |
| --------------------- | ------------- | ------------- | ----- | ----- | ----- | ----- | ------------- | ------------- | ----- | ----- |
| Olympique de Marsella | 2015–16       | D2F           | 20    | 0     | 0     | 0     | —             | —             | 20    | 0     |
| Olympique de Marsella | 2016–17       | D1F           | 11    | 0     | 1     | 0     | —             | —             | 12    | 0     |
| Olympique de Marsella | 2017–18       | D1F           | 19    | 1     | 2     | 0     | —             | —             | 21    | 1     |
| Olympique de Marsella | Total         | Total         | 50    | 1     | 3     | 0     | 0             | 0             | 53    | 1     |
| Montpellier           | 2018–19       | D1F           | 15    | 0     | 1     | 0     | —             | —             | 16    | 0     |
| Montpellier           | 2019–20       | D1F           | 7     | 0     | 2     | 0     | —             | —             | 9     | 0     |
| Montpellier           | 2020–21       | D1F           | 15    | 0     | 1     | 1     | —             | —             | 16    | 1     |
| Montpellier           | 2021–22       | D1F           | 18    | 1     | 2     | 1     | —             | —             | 20    | 2     |
| Montpellier           | 2022–23       | D1F           | 22    | 1     | 2     | 1     | —             | —             | 24    | 2     |
| Montpellier           | 2023–24       | D1F           | 19    | 1     | 1     | 0     | —             | —             | 20    | 1     |
| Montpellier           | Total         | Total         | 96    | 3     | 9     | 3     | 0             | 0             | 105   | 6     |
| Real Madrid C. F.     | 2024–25       | Liga F        | 9     | 0     | 0     | 0     | 6             | 0             | 15    | 0     |
| Total carrera         | Total carrera | Total carrera | 155   | 4     | 12    | 3     | 6             | 0             | 173   | 7     |

### Selección
| País    | Año   | Part. | Goles |
| ------- | ----- | ----- | ----- |
| Francia | 2023  | 10    | 3     |
| Francia | 2024  | 11    | 0     |
| Total   | Total | 21    | 3     |

| N.º | Fecha               | Lugar                                          | Rival   | Marcador | Resultado | Competición           |
| --- | ------------------- | ---------------------------------------------- | ------- | -------- | --------- | --------------------- |
| 1   | 6 de julio de 2023  | Tallaght Stadium, Dublin, República de Irlanda | Irlanda | 1–0      | 3–0       | Amistoso              |
| 2   | 6 de julio de 2023  | Tallaght Stadium, Dublin, República de Irlanda | Irlanda | 3–0      | 3–0       | Amistoso              |
| 3   | 2 de agosto de 2023 | Sydney Football Stadium, Sydney, Australia     | Panamá  | 1–1      | 6–3       | Mundial Femenino 2023 |

## Palmarés
Olympique de Marsella
- Division 2: 2015–16

Francia sub-19
- UEFA Euro Femenina sub-19: 2019

Francia
- Subcampeonato UEFA Women's Nations League: 2023–24

Individual
- XI ideal de la UEFA Euro Femenina sub-19: 2019